# Gray County (Kansas)
Gray County je okres ve státě Kansas v USA. K roku 2010 zde žilo 6 006 obyvatel. Správním městem okresu je Cimarron. Celková rozloha okresu činí 2 252 km².